# Pethoxamid
Pethoxamid (von der ISO anerkannte Bezeichnung) ist ein Herbizid. Es zählt zur chemischen Gruppe der Carbonsäureamide, genauer zu den Chloracetamiden. Es ist ein systemisches Herbizid, das durch Wurzeln und junge Triebe aufgenommen wird. Pethoxamid stört die Zellteilung und damit das Wachstum unerwünschter Gewächse (verschiedene Gräser und breitblättrige Unkräuter) und ist zur Anwendung vor oder kurz nach deren Keimung im Mais-, Reis- und Sojabohnenanbau vorgesehen.

## Geschichte und Verwendung
Pethoxamid wurde von der japanischen Tokuyama Corporation in Zusammenarbeit mit der ebenfalls japanischen Arysta LifeScience und der deutschen Stähler Agrochemie entwickelt. Im Jahre 2000 richtete Stähler Agrochemie im Auftrag der anderen Betriebe eine Anfrage an die Europäische Kommission, Pethoxamid in die Anlage I (zugelassene Wirkstoffe) der europäischen Richtlinie 91/414/EWG aufnehmen zu lassen. Die darauf folgende Untersuchung brachte keine Probleme zu Tage, sodass die Europäische Kommission am 7. Juli 2006 beschloss, Pethoxamid in die Anlage I aufzunehmen und Mittel mit Pethoxamid in Mitgliedsstaaten der EU zugelassen werden konnten. Die Gültigkeitsdauer läuft bis 31. Juli 2016. In Belgien ist das Produkt Successor 600 auf Pethoxamidbasis von Stähler International (der früheren Stähler Agrochemie) für den Maisanbau zugelassen.
Pethoxamid ist in Pflanzenschutzmitteln enthalten, die in Deutschland beim Maisanbau gegen Kamille, Hühnerhirse und Borstenhirsen im Winterraps einsetzbar sind. In der Schweiz und Österreich ist der Wirkstoff zudem unter anderem beim Anbau von Soja und Ölkürbissen zulässig.

## Zulassung
Pethoxamid ist als Wirkstoff in Pflanzenschutzmitteln in vielen Staaten der EU, so auch in Deutschland und Österreich, sowie in der Schweiz zugelassen.